# Герб Сахновщинського району
Герб Сахновщинського райо́ну — офіційний символ Сахновщинського району Харківської області, затверджений рішенням сесії районної ради від 23 березня 2001 року.

## Опис
На пурпуровому щиті з лазуровою главою золотий пшеничний колосок з лазуровими зубчастими облямівками в стовп. У главі сходить золоте стилізоване у вигляді шестерні сонце з підковою в центрі. Над сонцем золотий конюшиноподібний хрест.
Лазурові облямівки колоска означають рейки.
Комп'ютерна графіка — К. М. Богатов, В. М. Напиткін.